# Charles Burke Elbrick

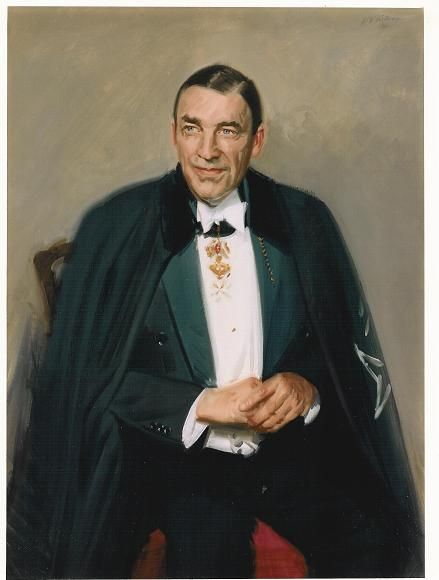
Charles Burke Elbrick (Gemälde von Andrew Festing)

Charles Burke Elbrick (* 25. März 1908 in Louisville, Kentucky; † 12. April 1983 in Washington, D.C.) war ein US-amerikanischer Diplomat, der zwischen 1957 und 1958 als Assistant Secretary of State for European Affairs Leiter der Unterabteilung Europaangelegenheiten im US-Außenministerium war. Er war von 1969 bis 1970 Botschafter der Vereinigten Staaten in Brasilien. In dieser Zeit wurde ihm am 11. August 1969 der Titel Career Ambassador verliehen, der höchste Rang des diplomatischen Dienstes. Knapp vier Wochen später wurde er am 4. September 1969 von der Movimento Revolucionário 8 de Outubro entführt und vier Tage festgehalten. Die Entführung wurde im Politthriller Vier Tage im September 1997 von Bruno Barreto mit Alan Arkin in der Hauptrolle verfilmt.

## Leben

### Studium und Beginn der diplomatischen Laufbahn
Charles Burke Elbrick, Sohn von Charles Jacob Elbrick und dessen Ehefrau Lillian Burke Elbrick, wuchs mit zwei Geschwistern auf. Er begann nach dem Schulbesuch ein grundständiges Studium am prestigeträchtigen, privaten Williams College und schloss dieses 1929 mit einem Bachelor of Arts (B.A.) ab. Im Anschluss trat er in den diplomatischen Dienst und fungierte zwischen 1931 und 193 als Vizekonsul in Panama-Stadt sowie von 1932 bis 1934 als Vizekonsul in Southampton. Daraufhin war er zwischen 1934 und 1937 Dritter Sekretär an der Gesandtschaft in Haiti sowie von 1939 bis 1940 als Dritter Sekretär an der Botschaft in Polen, die nach dem deutschen Überfall auf Polen im September 1939 nach Frankreich verlegt wurde. Danach fand er zwischen 1940 und 1942 Verwendung als Dritter Sekretär und Vizekonsul an der Gesandtschaft in Portugal sowie 1945 wieder an der Botschaft in Polen, an der er nunmehr Erster Sekretär und Konsul war.
Nach seiner Rückkehr war Elbrick von 1946 bis 1948 im US-Außenministerium stellvertretender Leiter des Referats Osteuropa. Nachdem er zwischen 1948 und 1949 das National War College (NWC) in Fort Lesley J. McNair absolviert hatte, war er von 1949 bis 1951 Botschaftsrat an der Botschaft in Kuba. Anschließend fand er zwischen 1951 und 1952 Verwendung als Botschaftsrat an der Botschaft im Vereinigten Königreich sowie von 1952 bis 1953 als Botschaftsrat an der Botschaft in Frankreich. Nach seiner Rückkehr war er im Außenministerium zwischen 1953 und 1954 als Deputy Assistant Secretary for European Affairs stellvertretender Leiter der Unterabteilung Europa sowie von 1954 bis 1957 stellvertretender Generalassistent (General Deputy Assistant) von Außenminister John Foster Dulles.

### Assistant Secretary und Botschafter
Am 11. Februar 1957 wurde Charles Burke Elbrick als Assistant Secretary of State for European Affairs Leiter der Unterabteilung Europaangelegenheiten im Außenministerium und löste in dieser Funktion am 14. Februar 1957 James W. Riddleberger. Diesen Posten hatte er bis zum 16. November 1958 inne und wurde daraufhin von Livingston T. Merchant abgelöst. Er wurde am 29. Oktober 1958 zum Botschafter der Vereinigten Staaten in Portugal ernannt und überreichte dort als Nachfolger von James C. H. Bonbright am 13. Januar 1959 seine Akkreditierung. Da die Berufung während einer Sitzungspause des US-Senats erfolgte, wurde er am 29. Januar 1959 nach erfolgter Bestätigung des Senats erneut berufen. Er verblieb in diesem Amt bis zum 31. August 1963, woraufhin George Whelan Anderson, Jr. seine Nachfolge antrat. Ihm wurde am 9. März 1961 das Großkreuz des Ordens des Infanten Dom Henrique verliehen. Im Anschluss wurde er am 29. Januar 1964 zum Botschafter in der Sozialistischen Föderativen Republik Jugoslawien ernannt und übergab als Nachfolger von George F. Kennan am 17. März 1964 sein Beglaubigungsschreiben. Er übte diese Funktion bis zum 28. April 1969 aus und wurde daraufhin von William Leonhart abgelöst.
Elbrick wurde am 1. Mai 1969 zum Botschafter der Vereinigten Staaten in Brasilien ernannt und überreichte dort am 14. Juli 1969 als Nachfolger von John W. Tuthill seine Akkreditierung. Er verblieb auf diesem Posten bis zum 7. Mai 1970, woraufhin William M. Rountree seine Nachfolge antrat. In dieser Zeit wurde ihm am 11. August 1969 der Titel Career Ambassador verliehen, der höchste Rang des diplomatischen Dienstes. Knapp vier Wochen später wurde er am 4. September 1969 von der Movimento Revolucionário 8 de Outubro unter Führung von Joaquim Cámara Ferreira und Fernando Gabeira entführt und vier Tage festgehalten. Die Entführung wurde im Politthriller Vier Tage im September 1997 von Bruno Barreto mit Alan Arkin in der Hauptrolle verfilmt.
Aus seiner Ehe mit Elvira Lindsay Johnson, mit der bis zu seinem Tode verheiratet war, gingen sein Sohn Alfred Johnson Elbrick sowie seine Tochter Valerie Elvira Burke Hanlon hervor. Er verstarb am 12. April 1983 in Washington, D.C. im Georgetown University Hospital an den Folgen einer Lungenentzündung und wurde danach auf dem Brookside Cemetery in Gilbertsville bestattet.